# 990
Évszázadok: 9. század – 10. század – 11. század
Évtizedek: 940-es évek – 950-es évek – 960-as évek – 970-es évek – 980-as évek – 990-es évek – 1000-es évek – 1010-es évek – 1020-as évek – 1030-as évek – 1040-es évek
Évek: 985 – 986 – 987 – 988 –  989 – 990 – 991 – 992 – 993 – 994 – 995

## Események
- Ibn Júnisz kairói csillagász először használ időmérésre ingát.

## Születések
- II. Mieszko lengyel fejedelem